# Abelardo Luján Rodríguez
Abelardo Luján Rodríguez (Guaymas, 12 maggio 1889 – La Jolla, 13 febbraio 1967) è stato un politico e militare messicano.
È stato Presidente del Messico dal 4 settembre 1932 al 30 novembre 1934.

## Biografia
Era nato nel 1889. Nel 1913 si unì alle truppe dell'esercito costituzionale per combattere contro Victoriano Huerta e partecipò anche alle battaglie contro gli zapatisti dell'Esercito di Liberazione del Sud di Emiliano Zapata. Nel 1920 fu tra i tanti militari che aderirono al Piano di Agua Prieta del generale Álvaro Obregón contro Venustiano Carranza.
L'anno seguente venne mandato dal presidente Adolfo de la Huerta a rovesciare il generale Esteban Cantú, comandante della Bassa California, e, una volta esiliato Cantú, Obregón lo nominò nuovo comandante militare dello stato, carica che mantenne fino al 1929 e poi ancora per un anno come semplice governatore. Sempre nel 1929 il generale José Gonzalo Escobar lo invitò a unirsi alla sua ribellione ma, constatando il suo fallimento, Rodríguez decise di rimanere nello schieramento del governo e mostrarsi come fedelissimo a Plutarco Elías Calles.
Nel 1932 divenne presidente del Messico e governò fino al 1934. Durante il suo governo è stato inaugurato il Palacio de Bellas Artes a Città del Messico. Nel 1934, si dimise da presidente e nominò Lázaro Cárdenas del Río presidente. Era l'ultimo dei cosiddetti "cani di Calles". Ricoprì più volte la carica di Ministro e dal 1943 al 1948 fu governatore del Sonora
Nel 1961 il presidente Adolfo López Mateos lo nominò capo del Consiglio nazionale della pesca. Morì a San Diego, California, il 13 febbraio 1967. Il suo funerale fu a El Sauzal a Ensenada, in Bassa California. Il presidente Gustavo Díaz Ordaz partecipò al suo funerale. Fu riesumato nella sua casa a El Sauzal.